# Кундуштур (Чкарінська сільська рада)
Кундушту́р (рос. Кундуштур, марій. Кундыштӱр) — присілок у складі Совєтського району Марій Ел, Росія. Входить до складу Ронгинського сільського поселення.

## Населення
Населення — 53 особи (2010; 50 у 2002).
Національний склад (станом на 2002 рік):
- марі — 91 %